# Thomas Anderson (Unternehmer)

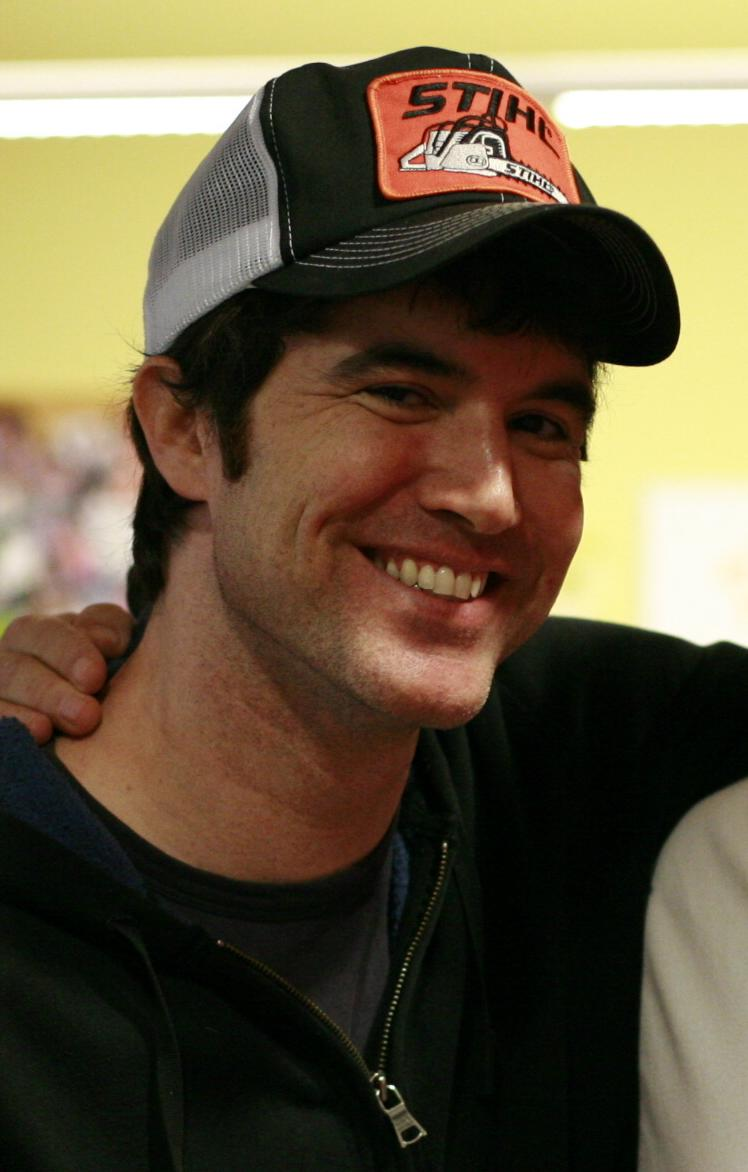
Thomas Anderson, 2008

Thomas Anderson (* 8. November 1970) ist der Gründer der Social-Media-Plattform MySpace und gilt als „das Gesicht“ der Website.

## Biografie
Der US-amerikaner Anderson studierte an der University of California, Berkeley von 1995 bis 1996 und erlangte 1997 einen Abschluss als Bachelor in Englisch. Von 1999 bis 2000 studierte er an der University of California, Los Angeles, wo er den Master-Grad erlangte.
2003 erstellte er als Angestellter des US-amerikanischen Unternehmens Intermix Media, Inc. zusammen mit einigen anderen Programmierern die ersten Seiten von MySpace. 2005 kaufte der Medienkonzern von Rupert Murdoch Intermix und somit auch die Domain myspace.com mit sämtlichen Inhalten und Mitgliedschaften für 580 Mio. US-Dollar. 2009 wurde er als Präsident entlassen.